# Rumicolca
Rumicolca (Rumiqolqa ou Rumiqullqa) est un site archéologique au Pérou, appelé localement La Portada. Il est situé dans le département de Cuzco, province de Quispicanchi, district de Lucre, à proximité des sites archéologiques de Chuqi Pukyu et de Pikillaqta, à l'est du lac de Huacarpay.
Le nom du site, viendrait du Quechua rumi = pierre et de qullqa = gisement. 
Cette muraille dans laquelle il y a deux ouvertures était le point de contrôle à l'entrée orientale de la vallée de Cuzco. Elle a été probablement construite à l'époque de la civilisation Tiwanaku-Huari, puis tapissée de pierres sculptées et polies à l'époque des Incas. 
La construction est située à 31 km au sud-est de Cuzco, près de Pikillaqta, en bordure de la route 3S qui mène à Puno.
Certaines pierres sur les côtés intérieurs de la porte ont des saillies mystérieuses qui apparaissent également dans Pisac et d'autres monuments incas. Selon Víctor Angles, c'est une forme d'écriture idéographique.

## Théories sur l'origine de l'édifice

### La légende
D'après la légende de la région de Cuzco, le peuple Huari habitait autrefois la ville de Pikillaqta. Leur civilisation existait d'environ 500 av. J.-C. à 1200 apr. J.-C. et ils sont connus comme la première société ayant créé un État dans la région de la cordillère des Andes au Pérou. Ils ont également été les premiers à s'urbaniser et à Pikillaqta, cela a créé un besoin substantiel d'un approvisionnement constant et important en eau. 
Un des grands chef Huari a donc décidé de résoudre ce problème en créant un concours. Il a offert sa seule fille en mariage à l'homme qui amènerait l'eau à Pikillaqta. Deux hommes ont souhaité concourir et épouser sa fille - un de Cuzco et un de Puno - et ils ont donc tous deux commencé à créer des plans pour concevoir un moyen d'apporter l'eau à la ville. 
Finalement, l'homme de Cusco a décidé de construire un grand canal depuis le lac de Huacarpay jusqu'à Pikillaqta. Pour ce faire, il devait toutefois franchir une grande brèche et il a donc pensé à construire le premier et le plus grand aqueduc de l'ancien Pérou, qui existe encore aujourd'hui. C'est La Portada de Rumicolca.

### L'hypothèse des portes
Une première théorie a d'abord soutenu que La Portada a été construite à l'origine par les Huari pour servir de porte à leur zone de domination. Plus tard, l'Inca a construit une plus grande porte au-dessus des anciennes fondations Huari. 

Cette porte était destinée à séparer les quatre « suyus », ou régions administratives, de l'Empire Inca. Plus précisément, La Portada était la porte entre la région nord de Cuzco et la région sud de Puno. Comme elle se trouvait sur la route principale entre ces deux régions, les voyageurs devaient passer la porte et donc payer un péage à l'Inca. 

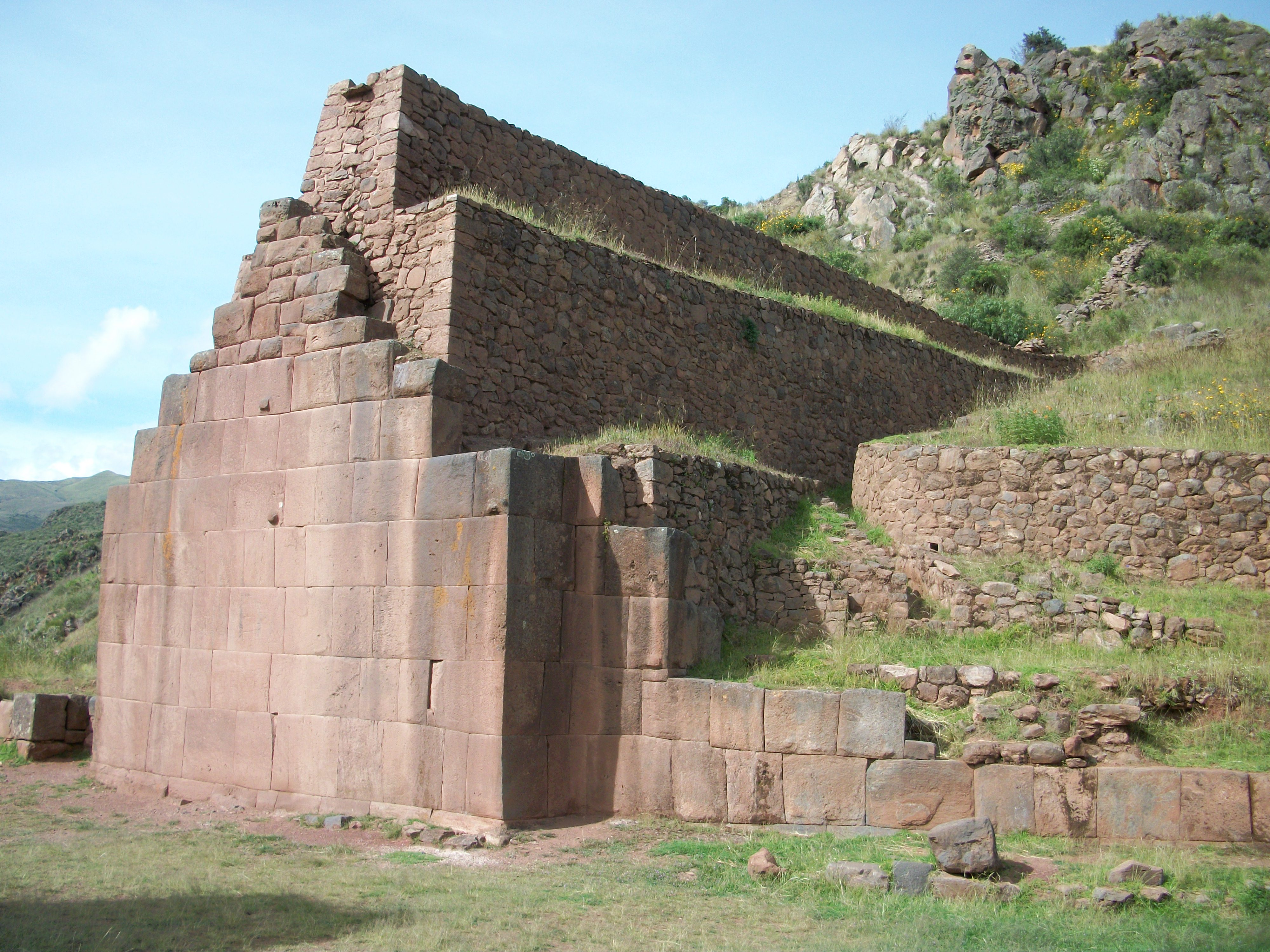
Vue des parements de pierre Inca rapportés sur la maçonnerie Huari et le canal de l'aqueduc.

Cette théorie suggère que les Incas auraient également modifié la muraille pour s'en servir comme aqueduc.
Cette hypothèse tente ainsi d'expliquer le fait qu'une grande partie de l'ouvrage est composée de pierres brutes indéniablement Huari, mais qui sont recouvertes d'un parement de pierres indubitablement Incas et finement sculptées.

### La thèse de l'aqueduc
La théorie la plus actuelle suggère toutefois que La Portada a été construite dès l'origine comme un aqueduc par les Huari, comme le raconte la légende de Cuzco ci-dessus. 
Les Incas ont ensuite adopté le site dans le cadre de leur Empire et ont apporté des améliorations à la structure. C'est l'explication la plus plausible, car le spécialiste de la paléo-hydrologie Kenneth Wright déclare que la structure originale est assurément de type Huari et que le canal qui longe structure ne semble pas être une rénovation, mais plutôt une partie de la structure originale. 
Cette théorie ne traite pas de la question de savoir si elle a servi de porte ou non, mais comme elle est située sur la route principale de Cuzco, il est probable que les voyageurs l'auraient traversée d'une manière ou d'une autre. 
En fait, le but originel de la construction de l'aqueduc était peut-être de fournir de l'eau à Pikillaqta sans toutefois interrompre la circulation le long de la route, en y créant deux portes.

Vues de Rumicolca.
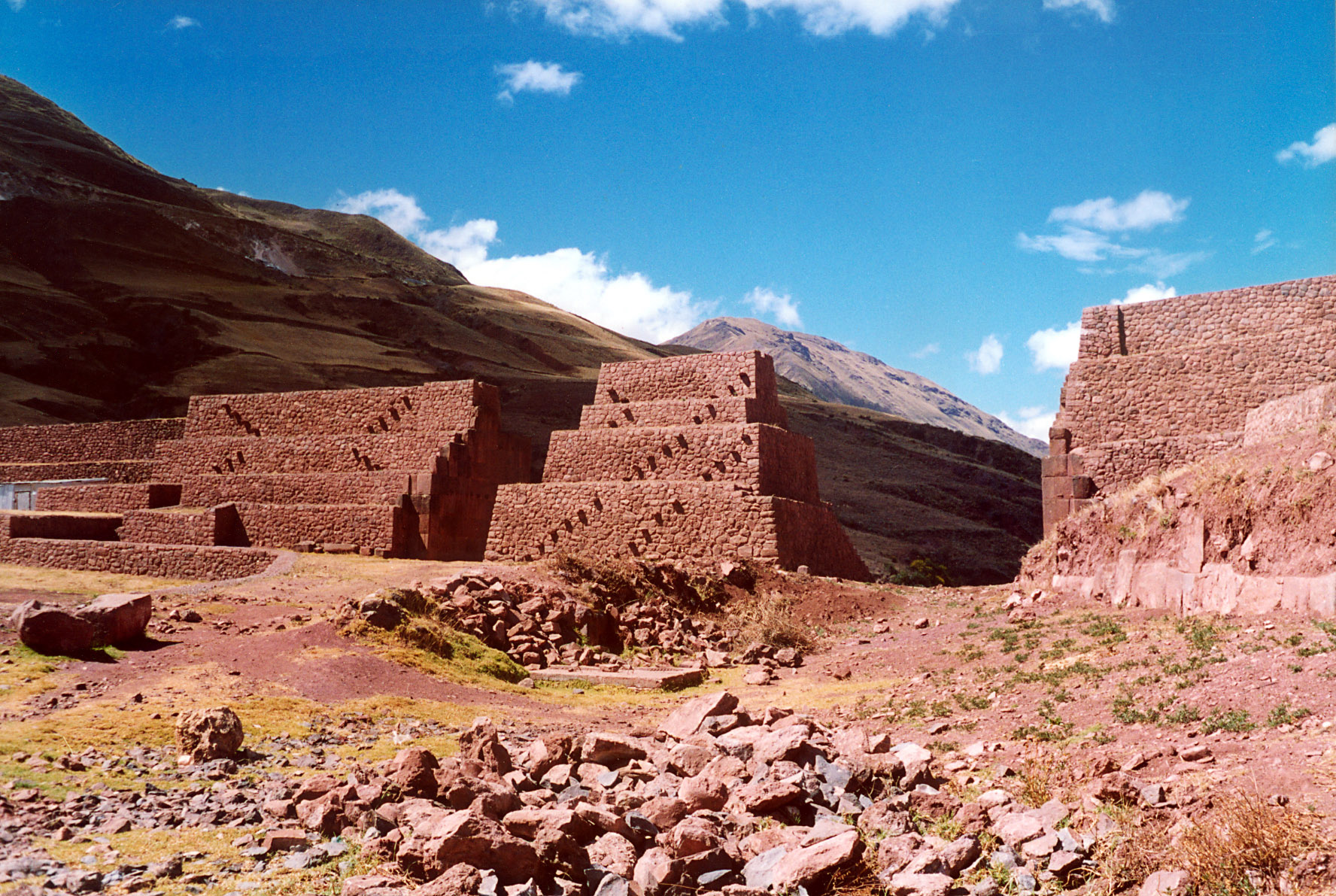
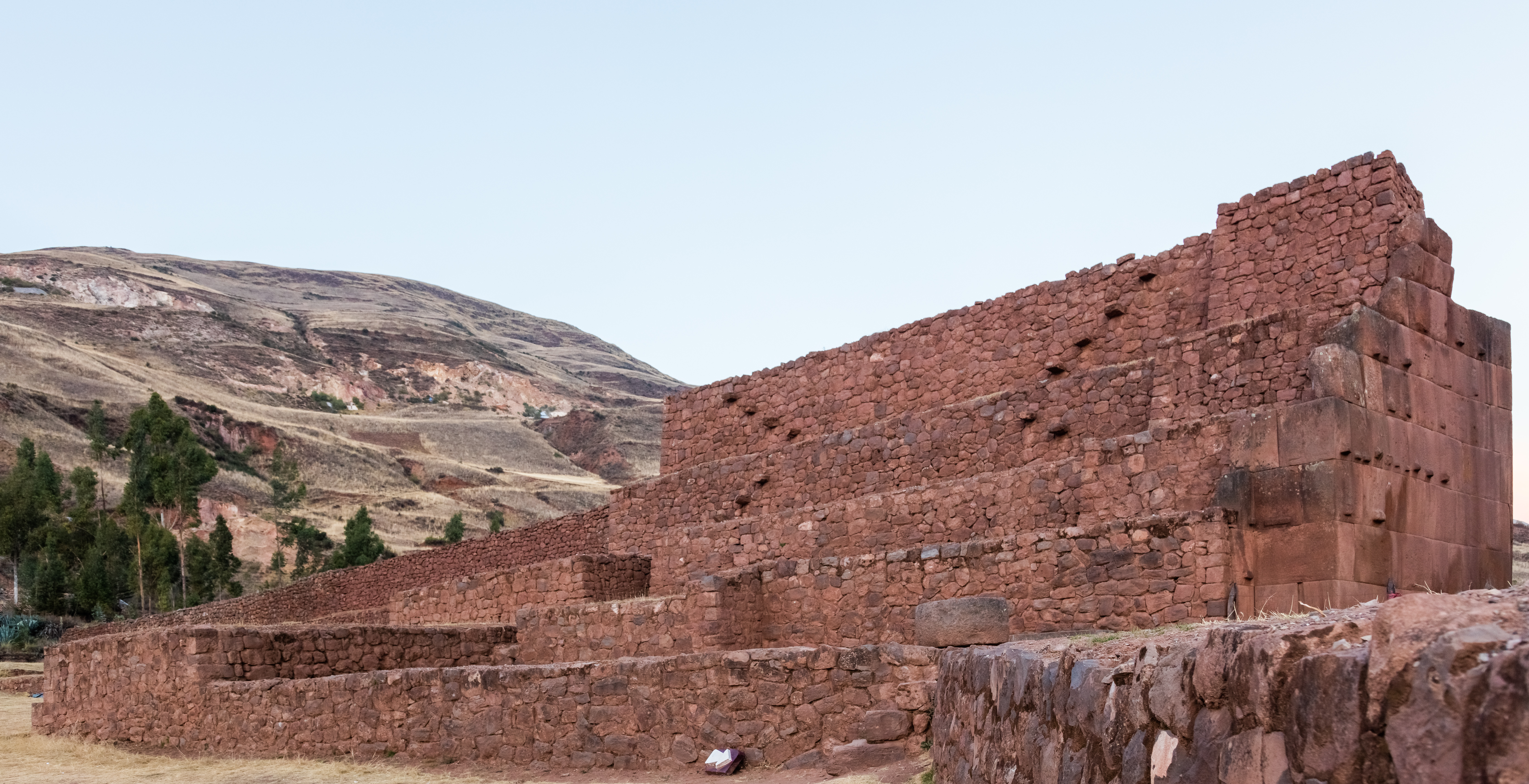
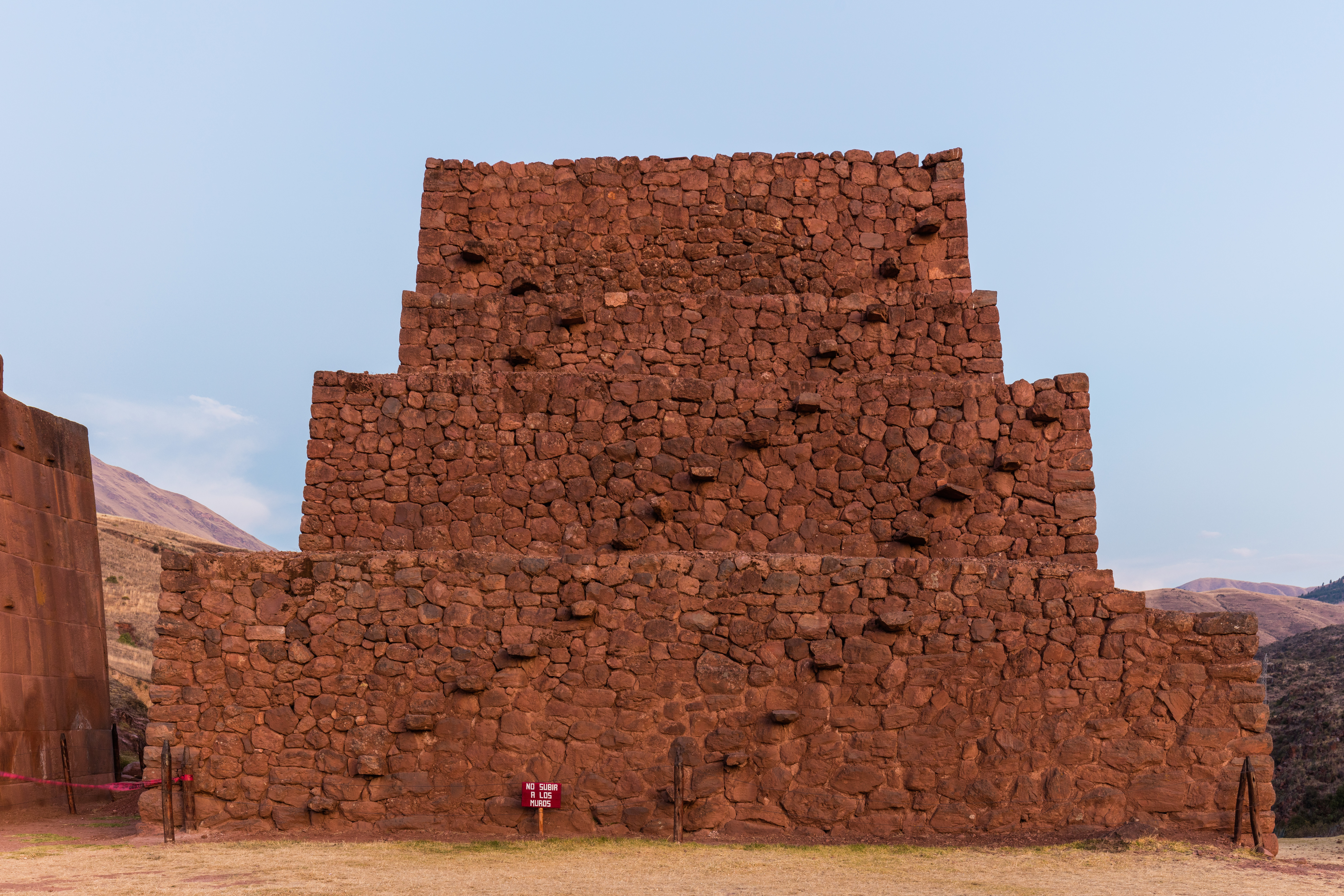
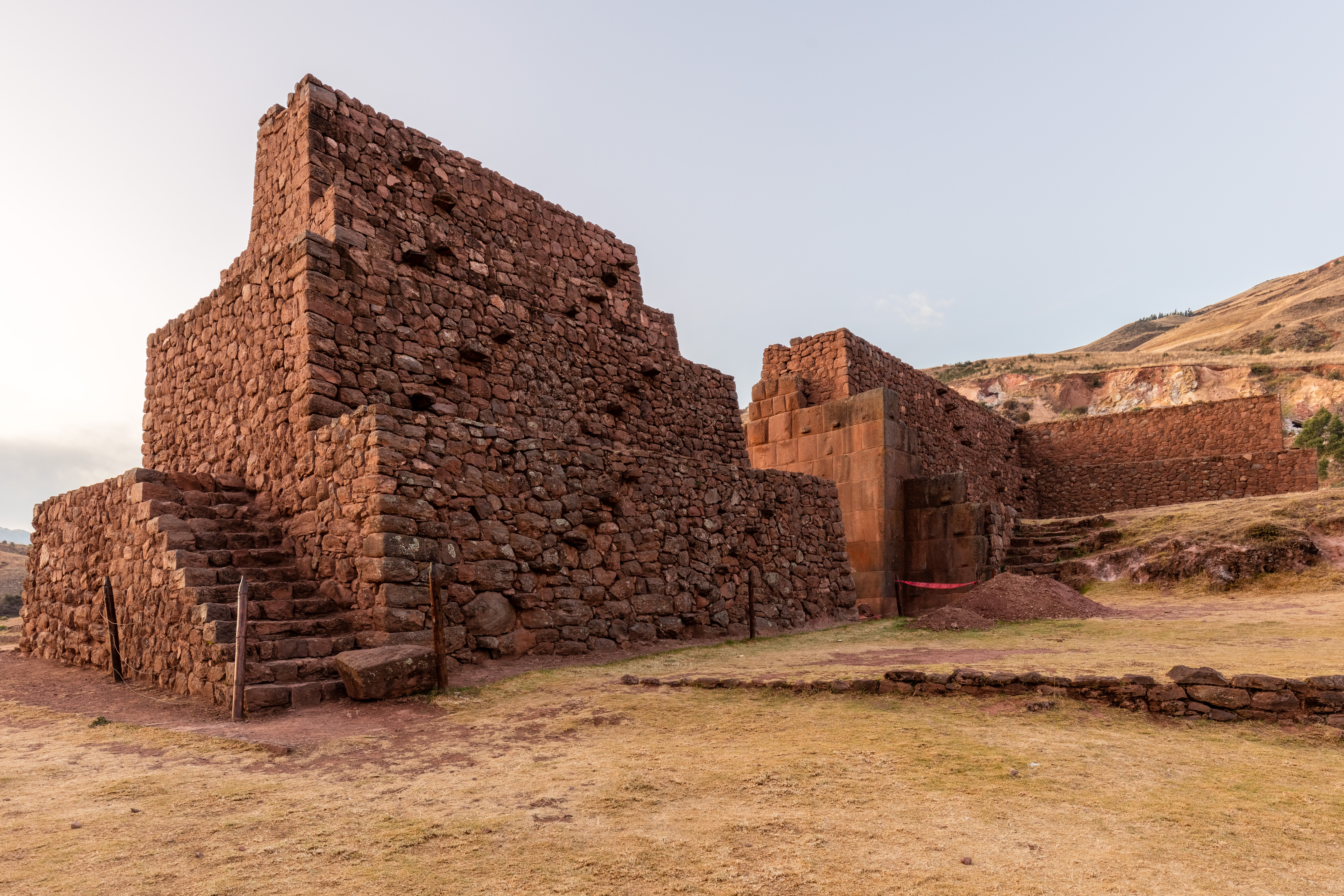